# Perkebunan Sei Balai (Sei Balai)
Perkebunan Sei Balai is een bestuurslaag in het regentschap Batu Bara van de provincie Noord-Sumatra, Indonesië. Perkebunan Sei Balai telt 5796 inwoners (volkstelling 2010).